# Aegilotriticum grenieri
Aegilotriticum grenieri är en gräsart som först beskrevs av C.Richt., och fick sitt nu gällande namn av Paul Victor Fournier. Aegilotriticum grenieri ingår i släktet Aegilotriticum och familjen gräs. Inga underarter finns listade i Catalogue of Life.